# جوناتان أليساندرو
جوناتان أليساندرو (بالإسبانية: Jonatan Alessandro)‏ (5 يناير 1987 ببوينس آيرس في الأرجنتين - ) هو لاعب كرة قدم أرجنتيني في مركز الهجوم. لعب مع نادي ترنانا ونادي كاتانزارو ونادي كييتي كالسيو الرياضي وكوسينزا كالشيو وايه إس دي سامبينديتيس كالتشيو ‏ وASD Nuova Igea Virtus ‏ وASD Sporting Terni ‏ وAtletico Roma FC ‏.

## وصلات خارجية
- جوناتان أليساندرو على موقع قاعدة بيانات كرة القدم.إي يو (الإنجليزية)